# 高藤直壽
高藤直壽（日语：／ Takato Naohisa，1993年5月30日—）是日本柔道運動員，曾獲得2016年夏季奧林匹克運動會男子60公斤級柔道比賽銅牌，及2020年夏季奧林匹克運動會男子60公斤級柔道比賽金牌。妻子牧志津香也是柔道運動員。

## 外部連結
- JudoInside.com （页面存档备份，存于）
- 高藤直壽的X（前Twitter）
- 高藤直壽的Instagram帳戶